# Nodozana picturata
Nodozana picturata là một loài bướm đêm thuộc phân họ Arctiinae, họ Erebidae.